# East Hodgkinson River
Der East Hodgkinson River ist ein Fluss in der Region Far North Queensland im Nordosten des australischen Bundesstaates Queensland.

## Geographie

### Flusslauf
Der Fluss entspringt etwa 50 Kilometer westlich von Cairns an der Südspitze des Hann-Tableland-Nationalparks, einem Teil der Great Dividing Range. Er fließt in vielen Mäandern nach Nordwesten und mündet rund 15 Kilometer nördlich der Siedlung Mount Mulligan in den Hodgkinson River.

### Nebenflüsse mit Mündungshöhen
- Stockyard Creek – 347 m
- McLeod Creek – 293 m

(Quelle:)